# Cromàtide

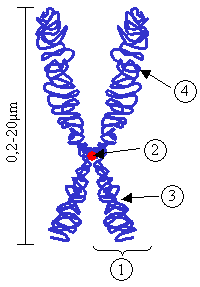
Cromosoma.
(1) Cromàtida. Una de les dues parts idèntiques d'un cromosoma després de la fase S.
(2) Centròmer. Punt per on les dues cromàtides resten unides i on s'uneixen els microtúbuls.
(3) Braç curt.
(4) Braç llarg.

La cromàtide és cadascuna de les dues cadenes idèntiques de l'ADN que, unides pel centròmer, constitueixen un cromosoma. Parlar de cromàtide presenta especial rellevància en el procés de la divisió nuclear (mitosi o meiosi). Aquest terme és emprat mentre els centròmers romanen en contacte. Quan se separen (durant l'anafase de la mitosi i durant l'anafase 2 de la meiosi), les cadenes passen a anomenar-se cromosomes fills. Els extrems de les cromàtides s'anomenen telòmers impedint la unió d'aquests extrems amb altres cromosomes i impedint l'escurçament dels cromosomes que tindria lloc després de cada replicació cel·lular i que causaria finalment la mort cel·lular. Per tant, els telòmers podrien determinar l'esperança de vida de la cèl·lula.
En altres paraules, per cromàtide entenem la meitat d'un cromosoma replicat. El terme cromàtide va ser proposat per Clarence Erwin McClung (1900) i deriva del grec chroma (color).

## Cromàtides germanes
Les cromàtides poden ser o no germanes. Una cromàtide germana és una de les dues cromàtiques d'un mateix cromosoma unides per un mateix centròmer. Un cop les cromàtides germanes s'han separat (durant l'anafase de la mitosi o l'anafase tardana de la meiosi de la reproducció sexual), se les anomena de nou cromosomes. Tot i tenir la mateixa massa genètica que les cromàtides individuals que van formar el seu pare, les "molècules" filles s'anomenen cromosomes d'una manera similar a la qual un fill d'un parell de bessons no es coneix com un bessó individual. La seqüència d'ADN de dues cromàtides germanes és completament idèntica (a part dels molt poc freqüents errors de còpia d'ADN).
L'intercanvi de cromàtides germanes (SCE) és l'intercanvi d'informació genètica entre dues cromàtides germanes. Aquest intercanvi pot ocórrer durant la mitosi o la meiosi. Aquests intercanvis semblen reflectir principalment els processos de reparació de l'ADN que responen al dany de l'ADN.
Per contra, les cromàtides no germanes, es refereixen a qualsevol de les dues cromàtides de cromosomes homòlegs emparellats, és a dir, l'aparellament d'un cromosoma patern i un cromosoma matern. En els encreuaments cromosòmics, les cromàtides homòlogues formen quiasmes per intercanviar material genètic durant la profase I de la meiosi.